# Flèche (Ärmelkanal)
Die Flèche ist ein Küstenfluss in Frankreich, der im Département Finistère in der Region Bretagne verläuft. Sie entspringt an der Gemeindegrenze von Bodilis und Plougar, knapp nördlich des Militärflugplatzes Landivisiau, entwässert generell in nordwestlicher Richtung und mündet nach rund 23 Kilometern an der Gemeindegrenze von Goulven und Tréflez in der Bucht Grève de Goulven in den Ärmelkanal.

## Orte am Fluss
(in Fließreihenfolge)
- Saint-Derrien
- Pont du Châtel, Gemeinde Plouider
- Tréflez

## Sehenswürdigkeiten
- Die Bucht Grève de Goulven gehört zum Natura 2000-Vogelschutzgebiet unter der Nummer FR5312003.